# Бунарче
Бунарче (на македонска литературна норма: Бунарче) е село в Северна Македония, в Община Кавадарци.

## География
Селото е разположено южно от Кавадарци, на високото плато Витачево.

## История
Селската църква „Свети Димитър“ е от XIX век, но е пред сриване.
Според статистиката на Васил Кънчов („Македония. Етнография и статистика“) от 1900 г. Бунарче е има 332 жители българи християни.
Цялото християнско население на селото е под върховенството на Българската екзархия. По данни на секретаря на екзархията Димитър Мишев („La Macédoine et sa Population Chrétienne“) в 1905 година в Бунарче (Bounatché) има 224 българи екзархисти.